# Poder y Libertad
Poder y Libertad és una revista feminista en llengua castellana que existeix des de 1979, any en què va prendre el relleu de Vindicación Feminista, i que des d'aleshores és dirigida per Lidia Falcón. És la revista d'informació i teories feministes més antiga d'Espanya que encara existeixi actualment. La seva periodicitat ha variat al llarg del temps, actualment és semestral. Va començar a editar-se a Barcelona, però a partir del setè número va passar a editar-se a Madrid, auspiciada pel Club Vindicación Feminista de la seva directora.